# Pavel Hašek
Pavel Hašek (27 giugno 1983) è un calciatore ceco, difensore dello Zápy.

## Carriera
Debutta in Gambrinus Liga, massima divisione del campionato ceco di calcio, nel 2005-2006, con la maglia del Příbram. Nel 2007 passa al Teplice, ma nella stessa stagione si trasferisce al Bohemians 1905. Nel 2008 passa al Petržalka, squadra della Superliga slovacca, con cui disputa anche una partita di Coppa UEFA. Nella stessa stagione torna al Teplice, che lascia la stagione successiva per passare al Dukla Praga, squadra della Druhá Liga, seconda divisione del campionato ceco. Con questa squadra ottiene la stagione successiva la promozione in Gambrinus Liga.